# Fantasie G-Dur BWV 572
Die Fantasie G-Dur, auch Pièce d’Orgue genannt (BWV 572), ist eine Orgelkomposition von Johann Sebastian Bach und gehört zu seinen bekanntesten und meistgespielten Orgelwerken. Sie stammt aus Bachs Weimarer Zeit, besteht aus drei Teilen und ist in zwei Fassungen überliefert. Die Frühfassung ist eine Abschrift, die Bachs entfernter Vetter Johann Gottfried Walther um 1712 in Weimar angefertigt hat. Bei dieser beginnt der Pedaleinsatz erst am Ende des zweiten Satzes (Takt 176). Die zweite Fassung, bei der vor allem der erste Teil erweitert wurde, entstand in den späten 1720er Jahren in Leipzig.

## Aufbau
J.G. Walther gibt in seinem Musicalischen Lexicon von 1732 folgende Definition des in der deutschen Barockmusik selten verwendeten Formbegriffs Pièce: „Pièce…wird hauptsächlich von Instrumentalsachen gebraucht, deren etliche als Teile ein ganzes Stück zusammen konstituieren“.

### Erster Teil
Der erste Teil der Fantasie in G-Dur enthält in der Frühfassung keine Tempobezeichnung, in der Endfassung ist er mit Très vitement („Sehr schnell“) überschrieben. Dies ist ein Manualsolo im 12/8-Takt mit einer weit ausgesponnenen, einstimmigen Melodielinie, die jedoch eine latente Mehrstimmigkeit suggeriert, ähnlich wie im Präludium C-Dur aus dem ersten Teil des Wohltemperierten Klaviers.

### Zweiter Teil
Der zweite Teil beginnt mit einem überraschenden Pedaleinsatz auf dem Grundton G. Er trägt in der Frühfassung die Spielanweisung Gayement („Fröhlich“ bzw. Allegro), in der Endfassung hingegen Gravement („Langsam“, „Getragen“). Zusammen mit den unmittelbar darauf einsetzenden Manualstimmen entsteht nun ein fünfstimmiger Satz im Alla-breve-Takt, der vor allem durch harmonische Kühnheit mit zahlreichen Vorhalten geprägt ist und auf französischen Vorbildern beruht. Keine der fünf Stimmen übernimmt darin die Führung, es handelt sich also nicht um eine Fuge. Dies ist ein klassisches Beispiel für das französische Grand plein jeu, bestehend aus sämtlichen Prinzipalen und Mixturen, wobei der Schwerpunkt ausschließlich auf der Entwicklung der Harmonik liegt und auf Kontrapunkt und Melodik weitgehend verzichtet wird. Über 157 Takte steigert sich allmählich die harmonische Spannung und kulminiert schließlich in einem Orgelpunkt auf der Dominante D, der sich über neun Takte hinzieht. Das Ende dieses Teils erfolgt in einem abrupten Trugschluss auf einem verminderten Septakkord.
Philipp Spitta beschreibt Aufbau und Wirkung des zweiten Teils wie folgt:

„Gegen das Ende hin […] tritt auch das Tonleitermotiv erst mächtig und langathmig hervor, mehr und mehr steigert sich nun der Ausdruck zu einer unbeschreiblichen Intensität und Gluth, welche weit, weit über das Leistungsvermögen der Orgel sich hinausschwingt: Das Pedal steigt langsam und unwiderstehlich vom D durch zwei Octaven in ganzen Noten aufwärts, dann liegt es im gewaltigen Orgelpunkte lange wieder auf dem Ausgangstone, die linke Hand übernimmt das Motiv in Terzen, und darüber schwingen sich die Contrapuncte weiter und weiter auf.“

Der Ton Kontra H im Takt 94 in der Pedalstimme fehlt auf sämtlichen Orgeln, mit denen Bach zu tun hatte, ist aber auf vielen Cembali vorhanden. Thomasorganist Ullrich Böhme vermutet deshalb, dass der 2. Satz ursprünglich ein manualitäres Stück war.

### Dritter Teil
Der dritte Teil besteht aus arpeggierenden Manualläufen in 32tel-Sextolen, untermalt von chromatisch absinkenden Pedaltönen, die wiederum auf dem D als Orgelpunkt landen, bevor die lang erwartete, triumphierende Schlusskadenz in G-Dur erreicht wird. Der Schlussteil trägt in der Frühfassung die Tempoangabe Lentement („Langsam“), in der Endfassung fehlt hingegen eine Tempobezeichnung. Dies ist mit ein Grund, weshalb es zu diesem Teil verschiedene Interpretationsansätze gibt. Während ihn viele Organisten als dramatische Schlusssteigerung wahrnehmen, interpretieren ihn zum Beispiel Olivier Latry, oder auch Scott Ross, als ruhigen, nachdenklichen Ausklang.